# جيجي فرنانديز
جيجي فرنانديز (بالإنجليزية: Gigi Fernández)‏ (مواليد 22 فبراير 1964 في سان خوان)، هي لاعبة كرة مضرب أمريكية سابقة متخصصة بمنافسات الزوجي، وكانت تلعب باليد اليمنى بدأت مسيرتها كمحترفة عام 1983، اعتزلت اللعب في نوفمبر 1997. كما أنها إحدى بطلات الجراند سلام. أعلى تصنيف لها في الزوجي كان المركز الأول في سنة 1991. سبق أن شاركت في دورة الألعاب الأولمبية الصيفية.

## بطولات حققتها
- دورة رولان غاروس الدولية
- بطولة ويمبلدون
- بطولة أستراليا المفتوحة للتنس
- بطولة أمريكا المفتوحة للتنس

## الميداليات
| الميدالية | المسابقة                       |
| --------- | ------------------------------ |
| ذهبية     | الألعاب الأولمبية الصيفية 1992 |
| ذهبية     | الألعاب الأولمبية الصيفية 1996 |

## روابط خارجية
- جيجي فرنانديز على موقع رابطة محترفات التنس (الإنجليزية)
- جيجي فرنانديز على موقع الاتحاد الدولي لكرة المضرب (الإنجليزية)
- جيجي فرنانديز على موقع كأس بيلي جين كينغ (الإنجليزية)
- جيجي فرنانديز على موقع قاعة مشاهير كرة المضرب الدولية (الإنجليزية)
- جيجي فرنانديز على موقع بطولة ويمبلدون (الإنجليزية)
- جيجي فرنانديز على موقع خلاصة التنس.كوم (الإنجليزية)
- جيجي فرنانديز على موقع اللجنة الأولمبية الدولية (الإنجليزية)
- جيجي فرنانديز على موقع أوليمبيديا (الإنجليزية)